# ECA
ECA (Ephedrine, Caffeine, Aspiryn) - połączenie efedryny, kofeiny i aspiryny – silny środek termogeniczny, używany w celu utraty tkanki tłuszczowej. Przyjmowanie dawek powyżej 60 mg efedryny i 600 mg kofeiny może mieć niekorzystny wpływ na zdrowie, ze skutkiem śmiertelnym włącznie.

## Utrata tkanki tłuszczowej
Kontrolne badania względem placebo konsekwentnie wykazywały, że efedryna w małych dawkach w połączeniu z kofeiną jest skutecznym środkiem powodującym umiarkowaną utratę tkanki tłuszczowej bez zwiększania poważnych działań niepożądanych w porównaniu z placebo.

## Dozowanie
Przeważnie ECA przyjmuje się dwa do trzech razy dziennie, w jednorazowych dawkach nie większych niż 20–25 mg efedryny, 200 kofeiny, 200-350 Aspiryny - proporcje te uznaje się za najbardziej efektywne. Zalecane jest przyjmowanie ostatniej dawki najpóźniej na 6 godzin przed snem ze względu na wywoływaną bezsenność.
W niektórych starszych badaniach, o krótkim czasie trwania terapii, nie stwierdzono działań niepożądanych, jednak później zaobserwowano występowanie znacznego wzrostu ciśnienia krwi, przyspieszenia akcji serca, wzrostu stężenia glukozy na czczo, insuliny, wolnych kwasów tłuszczowych i mleczanów.